# Дельбегетей
Дельбегетей (каз. Делбегетей) — село в Жарминском районе Абайской области Казахстана. Входит в состав Суыкбулакской поселковой администрации. Находится примерно в 58 км к северо-западу от центра города Чарска. Код КАТО — 634485200.

## Население
В 1999 году население села составляло 151 человек (76 мужчин и 75 женщин). По данным переписи 2009 года, в селе проживало 137 человек (68 мужчин и 69 женщин).